# Celama obliquata
Celama obliquata är en fjärilsart som beskrevs av Bao-kun Zhang och Mcd. 1913. Celama obliquata ingår i släktet Celama och familjen trågspinnare. Inga underarter finns listade i Catalogue of Life.